# Noir
Noir (яп. ノワール, Nowāru, укр. Нуар) — 26-серійний аніме-серіал, випущений в 2001 році студією Bee Train. Слово noir в перекладі з французької означає «чорний» і застосовується також до жанру фільмів-нуар. Хоча в контексті серіалу «Noir» — це ім'я власне, у назві міститься натяк і на обидва інших значення, так як символізм чорного кольору відіграє в ньому важливу роль, а в сюжеті використовуються елементи, типові для фільмів-нуар.

## Сюжет
«Нуар — це ім'я долі відомої здавна, дві діви, що владарюють смертю … Їх чорні руки охороняють спокій немовлят…»
Дія серіалу відбувається приблизно в 2001-2010-му році і присвячене двом найманим убивцям, які працюють під кодовим ім'ям «Нуар». У обох дівчат дивне минуле, однак, чим ближче сюжет рухається до розв'язки, тим більше спливає похмурих подробиць, які представляють їх у зовсім іншому світлі.
Мірей Буке — молода корсиканка, що живе в Парижі і відома як ледве чи не сама надійна наймана вбивця світу. В один прекрасний день вона отримує електронною поштою запрошення «здійснити паломництво в минуле» від японської школярки Кірікі Юмури. Причому увагою Мірей Буке заволодіває аудіофайл, прикріплений до листа і відтворює мелодію, яку вона чула тільки раз у житті — стоячи над тілами невідомо ким убитих батьків у ранньому дитинстві.
Підтримуючись цікавістю, Мірей зустрічається з Кірікою, однак, перш ніж вони встигають почати розмову, на дівчат нападає група озброєних чоловіків, які, втім, в найкоротші терміни гинуть від руки на перший погляд простої японки, яка демонструє майже надлюдські бойові навички. Як з'ясовується пізніше, Кіріка страждає повною амнезією, і єдине, що вона пам'ятає, — це своє колишнє ім'я, «Нуар», і контактні дані Мірей. Всі ж інші відомості про неї та її минулому, включаючи її нинішнє ім'я, кимось ретельно підроблені.
Кіріка просить Мірей допомогти їй повернути втрачену пам'ять, відновивши тим самим картину її минулого. Оскільки у корсиканки в цьому є і свій інтерес — вбивця її батьків так і не був знайдений, — вона погоджується, але з умовою, що коли їх мета буде досягнута, вона вб'є свою нову партнерку, яка знає про неї дуже багато. Кіріка негайно приймає умову, і незабаром вони починають виконувати замовлення на вбивства під новим кодовим ім'ям — тим самим «Нуар».
Сюжет серіалу описує протистояння двох найманих вбивць і таємної організації, що іменує себе Les Soldats (фр. солдати), пов'язаної з їх дуетом спочатку незрозумілою містичної зв'язком. Та й сам титул «Нуар», як поступово з'ясовується, має свою похмуру історію… Паралельно йде менш очевидний, але не менш значущий для сюжету розвиток відносин між Мірей і Кірікою, який багато цінителів аніме шанують за найвдаліший аспект серіалу.

## Персонажі

Кіріка Юмура

Кіріка Юмура (яп. 夕叢 霧香) — японська школярка, з невідомих причин втратила пам'ять про своє життя аж до самого недавнього часу. Є «Кіріка Юумура» її справжнім ім'ям або це така ж фабрикація, як і інші доступні відомості про життя Кірікі, невідомо, сама ж вона впевнена, що в минулому її звали «Нуар». На початку серіалу вона зустрічається з Мірей Буке, єдиною, чиє ім'я вона пам'ятає з минулого життя, і вирушає з нею в «паломництво в минуле», щоб повернути свою пам'ять. Повністю довіривши свою долю молодій корсиканке Мірей Буке, яка пообіцяла її вбити, Кирика поступово починає налагоджувати з нею стосунки. Але в певний момент з'ясовується, що саме вона, Кіріка, вбила батьків Мірей, завершуючи чергову стадію тренувань з метою підготувати її з дитинства до ролі «Справжнього Нуара» — бездоганного дуету дівчат-вбивць, найефективнішого інструменту влади в руках Les Soldats.
Мірей Буке (яп. ミレイユ・ブーケ) — молода корсиканка, спадкоємиця колись могутнього на Корсиці клану, в ранньому дитинстві залишилася сиротою. Разом зі своїм дядьком, Клодом Буке (Claude Bouquet), єдиним членом її сім'ї, які залишилися в живих, вона переїхала в Париж, де обидва стали кілерами. Вбивство батьків залишило важку травму на її психіці, тому вона ловиться за найменший шанс дізнатися справжнє підґрунтя цього злочину, погоджуючись допомогти Кіріці. Проте коли їй відкривається істина — що її батьків, які відмовилися розлучитися з дочкою, також малаючи потенціал стати частиною «Істинного Нуара», вбили Les Soldats, — вона опиняється перед дилемою, бо вбити Кіріку, вбивцю її сім'ї, як обіцяла, Мірей до того моменту вже не в змозі. Часто згадується під іменем «Корсиканська дочка».
Хлоя (яп. クロエ) — оповита таємницею дівчина, що з'являється в другій половині серіалу іменує себе «Істинним Нуаром». Трохи інфантильна, але володіє бойовими вміннями включаючи неймовірне майстерність у метанні ножів, які замінюють їй вогнепальну зброю, Хлоя з дитинства виховувалася Альтеной і тому фанатично віддана особисто їй і справі Les Soldats. Будучи третьою претенденткою на роль «Справжнього Нуара», вона була свідком вбивства батьків Мірей і з тих пір живе глибоким захопленням перед Кірікою, поступово переростає в майже романтичні почуття.
Альтена (яп. アルテナ) — фактично, прийомна мати Хлої і дуже високопосадова особа в рядах Les Soldats, проживає в т. н. «Особняку», священної для її організації території десь в горах на кордоні Франції та Іспанії. У ранньому дитинстві вона залишилася сиротою під час неназваной війни (можливо, в одному з микроконфликтов «холодної»), після чого була зґвалтована проїжджим солдатом. Ця травма значною мірою вплинула на її віру в те, що якщо зайва любов може вбивати, то й ненависть може рятувати життя. Зокрема, це виразилося в її рішенні провести Le Grand Retour (фр. Велике Повернення), реформацію суспільства Les Soldats з метою повернути його до вихідної середньовічної формі. З цією метою вона вибрала трьох новонароджених дівчаток, однією з яких належало загинути від рук двох інших, утворюють тим самим «Істинний Нуар», чия поява і стане початком реформації.

## Список серій
1. Діви з чорними руками (яп. 黒き手の処女たち)
2. Хліб насущний (яп. 日々の糧)
3. Гра у вбивство (яп. 暗殺遊戯)
4. Шум хвиль (яп. 波の音)
5. Солдати (яп. レ・ソルダ)
6. Загубився кіт (яп. 迷い猫)
7. Чорна нитка долі (яп. 運命の黒い糸)
8. Недоторканна. Акт 1 (яп. イントッカービレ)
9. Недоторканна. Акт 2 (яп. イントッカービレ)
10. Справжня Нуар (яп. 真のノワール)
11. Чаювання при місяці (яп. 月下之茶宴)
12. Наказано вбити (яп. 刺客行)
13. Пекельний сезон (яп. 地獄の季節)
14. Букет для Мірей (яп. ミレイユに花束を)
15. Леді смерть. Акт 1 (яп. 冷眼殺手)
16. Леді смерть. Акт 2 (яп. 冷眼殺手)
17. Повернення на Корсику (яп. コルシカに還る)
18. Моя пітьма (яп. 私の闇)
19. Дві руки Солдатів (яп. ソルダの両手)
20. Гріх во гріху (яп. 罪の中の罪 цуми але наку але цуми?)
21. Ранок у темряві (яп. 無明の朝)
22. В кінці шляху (яп. 旅路の果て)
23. Почуття до останньої квітки (яп. 残花有情)
24. Повернення темряви (яп. 暗黒回帰)
25. Безодня пекельного полум'я (яп. 業火の淵)
26. Народження (яп. 誕生)

## Відгуки
Як зазначає рецензент ANN, на перший погляд «Noir» виглядає як суміш «Матриці», «Key the Pop Idol» і «Евангеліона». Однак, при більш детальному аналізі виявляється лише стереотипним твором про великі очі, великі груди і великі пістолети. Хоча сцени жорстокості добре промальовані, анімація мови на думку рецензента, викличе у глядача лише важкий подих — рухається лише рот, але все інше обличчя персонажів залишається нерухомим. У той же час, рецензент відзначає якість музичного оформлення даного аніме.